# 索菲·撒切爾
蘇菲·貝絲希芭·蔡徹（英語：Sophie Bathsheba Thatcher，2000年10月18日—）是一位美國女演員，因主演劇集《當街燈亮起時》和《黃蜂》而知名，並於2021年Disney+影集《波巴·費特之書》飾演主要角色衝刺（Drash）。她亦出演了《鬼出櫃》、《異教詭屋》、《完美伴侶》等驚慄電影。

## 簡歷
撒切爾畢業於埃文斯頓市立高中。她從小開始學習唱歌，並由四歲起開始參與舞台演出。撒切爾在畢業後升讀一所音樂劇演藝學校，而她在幕前演出的經歷使她喜歡上演戲，熱愛程度甚至高於唱歌，因此她便開始發展演藝事業。撒切爾自2015年起開始在不同影集中客串，並在2018年首次擔任主角，與佩德羅·帕斯卡一同出演科幻電影《異星探索》
。2020年，撒切爾亦主演了《當街燈亮起時》和《黃蜂》兩部電視劇。翌年，撒切爾亦宣布加入Disney+的《星際大戰》外傳影集《波巴·費特之書》的演員陣容，飾演主要角色衝刺（Drash）。 
而撒切爾出演的舞台劇作品包括《奧利弗》（Oliver）、《蘇西卡爾》（Seussical）、《安妮的日記》（The Diary of Anne Frank）和《秘密花園》（The Secret Garden）等。

## 作品列表

### 電影
| 年份 | 片名         | 角色                        | 附註 |
| ---- | ------------ | --------------------------- | ---- |
| 2018 | 《異星探索》 | 希兒（Cee）                    | 主角 |
| 2019 | 《明日情緣》 | 珍妮（Jeanine）                    | 配角 |
| 2023 | 《凶門惡煞》 | Sadie Harper                | 主角 |
| 2024 | 《血腥瑪辛》 | 特效化妝師                  |      |
| 2024 | 《異教詭屋》 | 巴恩斯姊妹（Sister Barnes） |      |
| 2025 | 《完美伴侶》 | 艾莉絲（Iris）              | 主角 |

### 電視劇
| 年份     | 節目名            | 角色                | 附註       |
| -------- | ----------------- | ------------------- | ---------- |
| 2016     | 《芝加哥警署》    | 卡羅琳·克利福德（Carolyn Clifford） | 1集        |
| 2016     | 《大法師》        | 年輕妮根（Young Regan）        | 2集        |
| 2018     | 《芝加哥醫情》    | 黛貝（Deb）            | 4集        |
| 2020     | 《當街燈亮起時》  | 貝基·門羅（Becky Monroe）       | 主演；10集 |
| 2021至今 | 《黃蜂》          | 年輕娜塔莉（Young Natalie）      | 主演；10集 |
| 2021至今 | 《波巴·費特之書》 | 衝刺（Drash）            |            |